# Arnhemse Broek
Het Arnhemse Broek, kortweg Het Broek, is een wijk in de Nederlandse stad Arnhem, gelegen tussen de binnenstad, het Spijkerkwartier, Presikhaaf en de Nederrijn.
Het Arnhemse Broek bestaat uit de buurten Arnhemse Broek, Van Verschuerbuurt, Bij de John Frostbrug en Statenkwartier. Daarnaast hoort ook een groot industrieterrein bij het Broek.

## Geschiedenis
In de Middeleeuwen waren in Het Broek steenovens. In de tweede helft van de negentiende eeuw ontstond hier het eerste echte industriegebied van Arnhem, zonder woningen. In 1866 werd hier door de gemeente een gasfabriek gebouwd, en in 1929 werd de bouw van een onderstation van de Provinciale Gelderse Electriciteit Maatschappij voltooid.
Rond 1700 was Het Broek een weidegebied buiten de stadsmuren. De grond was in particuliere handen, in tegenstelling tot de weidegebieden van de Stadsweerden dat gemeentelijk grondbezit was. In de winter werden de sluizen drie maanden opengezet zodat er vruchtbaar slib kon worden afgezet. In januari 1793 en oktober 1794 werd de polder ondergezet om zo de Franse legers tegen te houden.
Voordat dit gebied geschikt was voor bebouwing werd het eind jaren 10 opgehoogd en egaal gemaakt met behulp van zand afkomstig uit de afgraving van de toekomstige woonwijk Geitenkamp. Het zand werd vervoerd met speciale zandtrams over daarvoor aangelegde elektrische tramlijnen van de Arnhemse tram.
De wijk stond in 2007 op de lijst van veertig probleemwijken van Ella Vogelaar, minister voor Wonen, Wijken en Integratie.

## Geboren
- Theo Janssen, voormalig profvoetballer
- Nicky Hofs, voormalig profvoetballer